# Догель, Александр Станиславович
Александр Станиславович Догель (15 [27] января 1852, Поневеж, Ковенская губерния — 19 ноября 1922, Петроград) — русский гистолог и эмбриолог, декан медицинского факультета и ректор Томского университета, заслуженный профессор Санкт-Петербургского университета; член-корреспондент Петербургской АН (1894).

## Биография
Родился в Поневеже Ковенской губернии 15 (27) января 1852 года в семье обер-офицера.
Сначала учился в Ковенской гимназии, аттестат зрелости получил в 1-й Казанской гимназии и поступил на медицинский факультет Казанского университета, который окончил в 1879 году со званием лекаря и уездного врача. С 31 мая 1880 по 1 июня 1883 года был профессорским стипендиатом при университете. Ещё в 1878 году он опубликовал в немецком журнале свою первую статью о нервном аппарате мочеточника. В дальнейшем, специализируясь по офтальмологии, работал в клинике ассистентом у профессора Е. В. Адамюка и одновременно в гистологической лаборатории профессора К. А. Арнштейна; выполнил серию работ по сетчатке глаза.
Получив 8 октября 1883 года степень доктора медицины за диссертацию «Строение ретины у ганоид», в апреле 1884 года отправился в годичную командировку за границу для изучения гистологии и эмбриологии.
С 24 июня 1885 года — прозектор, а с 17 апреля 1886 года — приват-доцент Казанского университета.
С учреждением Томского университета 1 июля 1888 года был назначен туда экстраординарным профессором кафедры гистологии и эмбриологии и членом правления университета. После отъезда первого ректора Томского университета Н. А. Гезехуса Догель как секретарь (декан) медицинского факультета с 12 сентября по 18 ноября 1889 года исполнял обязанности ректора. Стоял у истоков создания биологического (медико-биологического) образования в Сибири.
В 1894 году он был избран членом-корреспондентом по разряду биологического физико-математического отделения Петербургской Академии наук. В том же году совет Русского общества охранения народного здравия наградил А. С. Догеля большой золотой медалью и тогда же он был удостоен премии им. К. М. Бэра в размере 1000 рублей.
В 1895 году был переведён в Санкт-Петербургский университет; с 15 августа 1897 года состоял также профессором гистологии, с 1 июня 1904 года до кончины — ординарным профессором кафедры гистологии и эмбриологии Санкт-Петербургском женском медицинском институте. С 1899 года был членом учёного комитета Министерства народного просвещения. Входил в состав Комитета по присуждению Нобелевских премий. С 1 января 1905 года — действительный статский советник.
Автор ряда статей в Энциклопедическом словаре Брокгауза и Ефрона по гистологии и эмбриологии. В 1915 году основал журнал «Русский архив анатомии, гистологии и эмбриологии».
В 1911 году ему было присвоено звание заслуженного ординарного профессора Санкт-Петербургского университета; продолжал работать в университете вплоть до кончины.
Умер 19 ноября 1922 года от кровоизлияния в мозг за рабочим столом в своей квартире на Большом проспекте Васильевского острова. Похоронен на Смоленском православном кладбище.

## Научные труды
Занимался гистологией нервной системы и органов чувств. Один из основоположников нейрогистологии.  Догель открыл в сердце наряду с двигательными нервными клетками чувствительные нейроны, которые соответственно получили название клеток первого и второго типа. Изучением этих клеток впоследствии занимался однокашник учёного, основатель Казанской школы нейрогистологии А.Н.Миславский.

### Главные труды Догеля
- «Zur Kenntnis der Nerven der Ureteren» (Бонн, 1878);
- «Корни лимфатических сосудов и отношение их к кровеносным капиллярам»;
- «Ueber ein die Lymphgefässe umspannendes Netz von Blutcapillaren» (Бонн, 1880);
- Действие салициловой кислоты при экземе // Врачебные Ведомости. — 1880.
- «Строение ретины у ганоид» (Казань, 1883, диссертация);
- «Ueber die Beziehungen zwischen Blut und Lymphgefässen» (Бонн, 1882);
- «К вопросу о строении сетчатой оболочки у человека» (1884);
- W Kwestyi skrzyzowania sie nerwow wsrokowych u czloweka // Gazela Lekarska. — 1883.
- «Zur Frage über den Bau der Retina bei Triton cristatus» (Бонн, 1883);
- «Микроскопическое исследование форменных элементов женского молока и влияние их на качество последнего» («Врач», 1884);
- Einiges ucher die Eiwecisskorper der Frauca - und der Kuhmilch // Zcitschr. f. physiol. Cheme. — 1885. — Т. IX.
- «Ueber die Drüsen der Regio olfactoria» (Бонн, 1885);
- Ueber dan Bau des Geruchsorgines bei Ganoden, Knochea ischea und Amphibien // Arch f. mikrosk. Anat. — 1886. — Т. 29.
- «Строение обонятельного органа у ганоид, костистых рыб и амфибий» (Казань, 1886);
- «Концевые нервные аппараты в коже человека» (СПб., 1903);
- «Техника окрашивания нервной системы метиленовой синью» (СПб., 1902);
- «Кровь как основа жизни человека и животных», Петроград, 1922;
- «Строение и жизнь клетки», М.—Пг., 1922;
- «Der Bau der Spinalganglien des Menschen und der Säugetiere», Jena, 1908;
- «Кровь. Из чего она состоит и для чего она нужна животному организму». — СПб.-М., 1906.

А. С. Догель опубликовал ряд статей в «Zeitschr. für physiol. Chem.» (1885); «Враче» (с 1884); «Anatom. Anzeig.» (1887); «Archiv fur mikroskop. Anatomie»; «Arch. für Anat. und Physiol.»; «IInternat. Monatschrift für Anat. und Physiol.»; «Zeitschrift f. wiss. Zoologie» и др.

## Педагогические приёмы
Показателен случай: Наталия Георгиевна — мама будущего академика С. Л. Соболева (в ту пору — студентка мединститута) летом отдыхала с детьми на побережье Финского залива. Так получилось, что профессор того же института Догель отдыхал в тех же местах неподалёку. Осенью на экзамене по своему предмету (гистологии) Догель поставил Н. Г. отличную оценку без единого вопроса, сказав: «Если вы управляетесь с таким сыном, вы, конечно, отлично справились с моим предметом». До такой степени Сережа Соболев был своенравным, настойчивым и упорным в своих желаниях (Б. М. Писаревский, В. Т. Харин)

## Семья
Женился на дочери священника из Тверской губернии Екатерине Алексеевне Малыгиной (?—1942). Она окончила медицинские курсы баронессы Ю. П. Вревской, в качестве сестры милосердия принимала участие в русско-турецкой войне и была награждена медалью за храбрость при спасении раненых. Их сын Валентин Александрович Догель (1882–1955) — зоолог, основатель отечественной протозоологической научной школы и научной школы экологической паразитологии, профессор ЛГУ, член-корреспондент АН СССР (1939), лауреат Ленинской премии (1957, посмертно). Внучки: Лидия (1919—?), окончила 1-й Ленинградский медицинский институт (1946), невролог по специальности, доктор медицинских наук и профессор; Елизавета (1922—?), окончила ЛГУ (1945), кандидат филологических наук.